# ماديسون (نيويورك)
ماديسون (بالإنجليزية: Madison, New York)‏ هي بلدة أمريكية تقع في الولايات المتحدة في نيويورك (ولاية). يقدر عدد سكانها بـ 3,008 نسمة .

## أعلام
- هنري كليفلاند بوتنام
- إدوارد ماينارد